# Itamar Batista da Silva
Itamar Batista da Silva (Santa Maria, 1980. április 12. –) brazil labdarúgócsatár.